# Lichères
Lichères – miejscowość i gmina we Francji, w regionie Nowa Akwitania, w departamencie Charente.
Według danych na rok 1990 gminę zamieszkiwało 86 osób, a gęstość zaludnienia wynosiła 17 osób/km² (wśród 1467 gmin regionu Poitou-Charentes Lichères plasuje się na 900. miejscu pod względem liczby ludności, natomiast pod względem powierzchni na miejscu 1072.).